# فقط یک رابطه جنسی بی‌ضرر
فقط یک رابطه جنسی بی ضرر (به انگلیسی: Just a Little Harmless Sex) یک فیلم سینمایی آمریکایی در ژانر فیلم کمدی رمانتیک محصول سال ۱۹۹۹ میلادی است که حول پیشنهاد سکس دهانی توسط یک راننده و (روسپی) به یک مرد همجنس باز می‌شود. این فیلم به کارگردانی ریک رزنتال و بازیگران اصلی آلیسون ایستوود، ریچل هانتر و لورن هاتن می‌باشند.
این فیلم به‌طور کلی از منتقدین نقدهای منفی دریافت کرده‌است.